# Cécile Staub Genhart
Cécile Staub Genhart (* 30. Dezember 1898 in Basel; † Oktober 1983) war eine aus der Schweiz stammende US-amerikanische Pianistin und Musikpädagogin.

## Leben
Genhart studierte am Konservatorium Zürich bei Volkmar Andreae und darauf bei Eugen d’Albert und Edwin Fischer sowie bei Ferruccio Busoni und Emil Frey. Als Solistin debütierte sie 1922 mit den Berliner Philharmonikern. Von 1926 bis 1971 unterrichtete sie Klavier an der Eastman School of Music, ab 1954 als Leiterin der Fakultät für Klavier. Zu ihren Schülern zählten Barry Snyder, John Perry, Walter Cosand, Aiko Onishi, Neil Rutman, Stewart Gordon, Bradford Gowen, Ernesto Lejano, Anne Koscielny, Mark Westcott, Gordon Marsh, Katrina Krimsky und Robert Silverman. Sie hatte in den USA eine erfolgreiche Laufbahn als Konzertpianistin und nahm u. a. Kompositionen von Ludwig van Beethoven, Frédéric Chopin und Leopold Godowsky auf.